# 화순사평중학교
화순사평중학교(和順沙坪中學校)는 대한민국 전라남도 화순군 사평면 벽송리에 있는 공립 중학교이다.

## 학교 연혁
- 1971년 1월 16일 : 화순 사평중학교 설립인가 (9학급)
- 1971년 2월 2일 : 초대 교장 이민수 선생 부임
- 1971년 3월 10일 : 개교 및 입학식
- 1974년 1월 17일 : 제1회 졸업 (졸업생 154명)
- 2024년 9월 1일 : 제22대 서양심 교장 부임
- 2025년 1월 9일 : 제52회 졸업(총 5,334명)

## 참고 자료
- 화순사평중학교 - 한국교육학술정보원 학교알리미